# Elias Viljanen
Elias 'E.Vil' Viljanen (* 8. července 1975) je kytarista finské power metalové kapely Sonata Arctica, ke které se připojil v roce 2007 jako náhrada za kytaristu Jani Liimatainena. Mezi jeho oblíbené kapely patří Kiss, Metallica, Whitesnake a Slayer. Na kytaru začal hrát v osmi letech.

## Biografie

### Elias Viljanen & Evil Spirit
V roce 2001 nahrál své první tří písničkové demo nazvané The Axe-Master. Díky nahrávce, kterou rozeslal několika hudebním vydavatelstvím, se mu ozvalo vydavatelství Lion Music s nabídkou smlouvy. Elias souhlasil a v roce 2002 vydal spolu s několika dalšími hudebníky své první sólové album Taking the Lead. Svojí skupinu pojmenoval Elias Viljanen & Evil Spirit, nebo zkráceně E.Vil. O dva roky později, v roce 2005 vyšlo jeho druhé album The Leadstar, které nahrál se svojí kapelou Evil Spirit. V roce 2009 Evil Spirit vydali třetí album pojmenované Fire-Hearted.

### Sonata Arctica
V roce 2007 se připojil k finské kapele Sonata Arctica jako záskok na turné za kytaristu Jani Liimatainena, který kapelu opustil. V srpnu 2007 kapela oficiálně potvrdila Viljanena jako člena kapely. První album, na kterém se v kapele podílel, bylo album The Days of Grays, které vyšlo 18. září 2009.

## Diskografie

### Sonata Arctica
- The Days of Grays (2009)
- Live in Finland (2011)
- Stones Grow Her Name (2012)
- Pariah's Child (2014)

### Twilight Lamp
- Grandiose (1999)[6]

### Elias Viljanen
- Taking the Lead (2002)
- The Leadstar (2005)
- Fire-Hearted (2009)

### Další
- Celesty – Vendetta (2009) – kytarové sólo na "Feared By Dawn"